# Saint-Martial-Entraygues
Saint-Martial-Entraygues – miejscowość i gmina we Francji, w regionie Nowa Akwitania, w departamencie Corrèze.
Według danych na rok 1990 gminę zamieszkiwało 98 osób, a gęstość zaludnienia wynosiła 13 osób/km² (wśród 747 gmin Limousin Saint-Martial-Entraygues plasuje się na 510. miejscu pod względem liczby ludności, natomiast pod względem powierzchni na miejscu 605.).